# Albrecht III. z Bogenu
Albrecht III. z Bogenu (11. července 1165 – 20. prosince 1197) byl hrabě z Bogenu, držitel fojtství v Prüfeningu, Oberaltaichu a Winbergu. Páni z Bogenu byli mladší větví Babenberků, patřili mezi významnou bavorskou šlechtu a zároveň měli ve 12. a 13. století úzké politické vazby k Čechám.

## Život
Albrecht se před rokem 1189 se oženil s Ludmilou, dcerou Přemyslovce Bedřicha. Ludmila mu porodila tři syny. Roku 1192 hrabě rozpoutal spor ve východním Bavorsku, když se nepohodl s Ludvíkem Bavorským a s bratry Rapotem a Jindřichem z Ortenburgu o majetek. Bogen požádal o pomoc meránské vévody a Přemysla Otakara I., strýce své ženy. Přemysl žádost o pomoc vyslyšel a vpadl do Bavorska. Svým ničivým vpádem se dotkl štaufské územní politiky v Podunají a vzniklý konflikt uhasil až císař. Albrecht se Přemyslovi pravděpodobně odvděčil během let, které musel Přemyslovec strávit v exilu. Po smrti švagra Albrechta Míšeňského se zřejmě přesunul na bogenský dvůr a po Bogenově smíření s císařem se změnil i postoj císaře k Přemyslovi. V každém případě je pravděpodobné, že právě Albrecht z Bogenu podpořil Přemysla při jeho neúspěšném pokusu získat český trůn v květnu roku 1197.
Albrecht z Bogenu zemřel koncem téhož roku. Vdova Ludmila se roku 1204 provdala za Ludvíka Bavorského a nadále výrazně ovlivňovala bavorskou politiku ve prospěch svého strýce Přemysla.
Počátkem 21. století se Albrecht z Bogenu stal jednou z postav historického románu spisovatelky Ludmily Vaňkové Kdo na kamenný trůn.